# Les Arts dessinés
Les Arts dessinés est un magazine culturel français trimestriel consacré au dessin sous toutes ses formes. Par son format de plus de 160 pages, il est défini comme mook ou livre-magazine. Son premier numéro paraît en décembre 2017. 

## Présentation
Le magazine Les Arts dessinés est créé par Frédéric Bosser en 2017 et lancé grâce à une campagne de financement participatif. 
Entièrement consacré au dessin, sous toutes ses formes, le magazine a pour vocation de présenter le travail et les inspirations de dessinateurs de presse, illustrateurs, auteurs de bande dessinée, artistes peintres, décorateurs, architectes, designers, graphistes, couturiers, concepteurs de jeux vidéo et directeurs artistiques[réf. souhaitée] au travers d'entretiens, de cartes blanches et d'actualités. Le magazine présente des artistes plus ou moins connus du grand public, issus de différentes générations, de disciplines et d'horizons divers. Il s'intéresse à leur manière de traiter les images, les couleurs, la forme et le trait.
Parmi les premiers collaborateurs de la revue, il faut citer Rémi Joffart, directeur artistique, Géant-Vert, critique et écrivain, Micaël, dessinateur qui participe régulièrement à l'édito dessiné, Janine Kotwicale, spécialiste de l'illustration et des arts graphiques, Ronan Lancelot, journaliste et critique de bande dessinée, et Jean-Samuel Kriegk, spécialiste de la bande dessinée, du jeu vidéo et des cultures geek.
À chaque numéro, une carte blanche est offerte pour illustrer les sept péchés capitaux ou les quatre saisons, mais aussi pour proposer de la poésie illustrée, avec par exemple Alejandro Jodorowsky, Gérard Dubois et Lionel Koechlin.
En septembre 2020, Les Arts dessinés sort une collection de hors-séries intitulée Les Grands Entretiens.
Le premier numéro est consacré à Catherine Meurisse, illustratrice, dessinatrice de presse et auteure de bande dessinée.
Au début de l'année 2022, la revue s'associe à la galerie Huberty & Breyne pour ouvrir un espace entièrement consacré au dessin contemporain comme un prolongement de ses choix éditoriaux, découvertes et coups de cœur. Dessin de presse, illustration pour enfant, bande dessinée ou roman graphique seront à l'honneur dans ce lieu situé au 19, Rue Chapon (Paris). 

## Numéros
1. Décembre 2017 (couverture de Jamie Hewlett)[12]
2. Avril 2018 (couverture de Joost Swarte)[13]
3. Juillet 2018 (couverture de Kazuo Kamimura)
4. Octobre 2018 (couverture de Nicolas de Crécy)
5. Janvier 2019 (couverture de Benjamin Lacombe)[14]
6. Avril 2019 (couverture de Blutch)
7. Juillet 2019 (couverture d'Enki Bilal)
8. Octobre 2019 (couverture de Jean Jullien)
9. Janvier 2020 (couverture de Jean-Marc Rochette)
10. Mars 2020 (couverture de Pierre Mornet)[15]
11. Juillet 2020 (couverture de Charles Burns)
12. Octobre 2020 (couverture de  François Roca)
13. Janvier 2021 (couverture de  Rébecca Dautremer)
14. Avril 2021 (couverture de  Floc'h)
15. Juillet 2021 (couverture de Voutch)
16. Octobre 2021 (couverture de Françoise Pétrovitch)
17. Janvier 2022 (couverture de Gérard DuBois)
18. Avril 2022 (couverture de Lorenzo Mattotti)
19. Juillet 2022 (couverture de Philippe Druillet)
20. Octobre 2022 (couverture de Gérard Garouste)
21. Janvier 2023 (couverture de Jean-Jacques Sempé)
22. Avril 2023 (couverture de Catherine Meurisse)
23. Juillet 2023 (couverture de Stanislas Bouvier)
24. Octobre 2023 (couverture de Joann Sfar)
25. Janvier 2024 (couverture de Moebius / Jean Giraud)

## Hors-séries
1. Septembre 2020 (consacré à Catherine Meurisse)
2. Juillet 2021 (consacré à Laurent Durieux)
3. Juin 2022 (consacré à Ugo Bienvenu)